# Ximena Navarrete
Ximena Navarrete Rosete (n. 22 februarie 1988, Guadalajara, Jalisco, Mexic) este un fotomodel mexican. A fost aleasă în 2010 Miss Universe.
Ea este unul dintre cei doi copii ai lui Carlos Navarrete și Gabriela Rosete. De la vârsta de 15 ani a început să lucreze ca model, după care câștigat în Guadalajara și Merida în 2009 două concursuri de frumusețe. 
La data de 23 august 2010 este aleasă dintre 82 de candidate Miss Universe în Las Vegas. Ea este după Lupita Jones, a doua mexicană care câștigă titlul Miss Universe.

### Biografie
Navarrete s-a născut și a crescut în Guadalajara, capitala Jalisco, Mexic, într-o familie de clasă mijlocie. Este unul dintre cei doi copii, născuți de Carlos Navarrete, dentist și Gabriela Rosales, casnică. Ea are o soră mai mare. La vârsta de șaisprezece ani a început cu modeling-ul local și a studiat nutriția la Universitatea Valle de Atemajac.

### Carieră
A prezentat Premiile TVyNovelas (Mexico) alături de Alan Tacher și Jacqueline Bracamontes pe 26 februarie 2012, ceremonia fiind transmisă live din Acapulco, Guerrero.
Pe 29 februarie, a prezentat tribututul El Chavo del ocho la Auditoriul Național din Mexic, alături de Marco Antonio Regil și Thalia, ceremonia reușind să adune personalități precum Juan Gabriel, Jacobo Zabludovky, Xavier Lopez, Armando Manzanero.
În 2013, producătorul Salvador Mejia Alejandre îi oferă oportunitatea de a fi protagonista telenovelei La tempestad, unde împărțea credite alături de William Levy, Daniela Romo și Ivan Sanchez.
Pe lângă faptul că este cel de-al doilea Miss Univers, este imaginea mai multor mărci mexicane precum C&A, dar de asemenea și internaționale precum L'Oreal.
În același mod este chipul designerului mexican Benito Santos, fiind modelul principal al colecției sale de mirese.